# Odvoș
Odvoș – wieś w Rumunii, w okręgu Arad, w gminie Conop. W 2011 roku liczyła 422 mieszkańców. 